# IWGP Intercontinental Championship
O IWGP Intercontinental Championship (em japonês: IWGPインターコンチネンタル王座, IWGP intākonchinentaru ōza) foi um campeonato de wrestling profissional de propriedade da promoção New Japan Pro Wrestling (NJPW). "IWGP" é um acrónimo da entidade máxima da NJPW, a International Wrestling Grand Prix (インターナショナル・レスリング・グラン・プリ, intānashonaru resuringu guran puri). O título foi anunciado oficialmente em 5 de janeiro de 2011 e o campeão inaugural MVP foi coroado em 15 de maio de 2011 durante a primeira turnê da NJPW nos Estados Unidos. Em 4 de março de 2021, o campeonato foi retirado pela NJPW após ser unificado com o IWGP Heavyweight Championship para formar o IWGP World Heavyweight Championship. O campeão final foi Kota Ibushi , que estava em seu segundo reinado na época da aposentadoria do título.
O título formou o que foi oficialmente chamado de "Nova Tríplice Coroa do Japão " (新日本トリプルクラウン, Shin Nihon Toripuru Kuraun) junto com o IWGP Heavyweight Championship e o NEVER Openweight Championship.

## História

### Torneio inaugural
Em 3 de outubro de 2010, a promoção americana Jersey All Pro Wrestling anunciou que havia chegado a um acordo com a NJPW para co-promover os primeiros shows da NJPW nos Estados Unidos. A NJPW anunciou oficialmente a turnê NJPW Invasion Tour 2011: Attack on East Coast em 4 de janeiro de 2011, com shows ocorrendo em 13 de maio em Rahway, Nova Jersey, 14 de maio na cidade de Nova York e 15 de maio em Filadélfia, Pensilvânia. No dia seguinte, a NJPW acrescentou que, durante a turnê, a promoção introduziria o IWGP Intercontinental Championship, com o campeão inaugural a ser coroado em um torneio que aconteceria ao longo dos três shows. Os participantes do torneio foram anunciados em 8 de abril de 2011. A lista de participantes incluia o antigo lutador da World Wrestling Entertainment (WWE) MVP, que tinha assinado um contrato com a NJPW em Janeiro de 2011, Kazuchika Okada, que estava em uma excursão de aprendizado para a promoção americana Total Nonstop Action Wrestling (TNA) desde fevereiro de 2010, Hideo Saito, que estava em uma turnê semelhante pelo World Wrestling Council de Porto Rico desde setembro de 2010, os ex-detentores do IWGP Tag Team e IWGP Junior Heavyweight Tag Team Championship Tetsuya Naito e o Yujiro Takahashi, os lutadores regulares da NJPW Tama Tonga e o Toru Yano e o lutador independente americano Dan Maff, que fez sua primeira aparição pela NJPW durante a turnê. Em 6 de maio, foi anunciado que Tonga havia sofrido uma lesão que o forçaria a sair do torneio.  Ele foi substituído pelo ex-lutador da TNA e da Ring of Honor, Josh Daniels. No dia 15 de maio, MVP derrotou Toru Yano nas finais do torneio para tornar-se o campeão inaugural.

### Chaveamento do torneio
|  | Primeira ronda 13 de maio | Primeira ronda 13 de maio | Primeira ronda 13 de maio |           |           | Semifinais 14 de maio | Semifinais 14 de maio | Semifinais 14 de maio |  |  | Final 15 de maio | Final 15 de maio | Final 15 de maio |
|  |                           |                           |                           |           |           |                       |                       |                       |  |  |                  |                  |                  |
|  |                           | MVP                       | Sub                       |           |           |                       |                       |                       |  |  |                  |                  |                  |
|  |                           | Kazuchika Okada           | 12:45                     |           |           |                       |                       |                       |  |  |                  |                  |                  |
|  |                           | Kazuchika Okada           | 12:45                     |           | MVP       | Sub                   |                       |                       |  |  |                  |                  |                  |
|  |                           |                           |                           |           | MVP       | Sub                   |                       |                       |  |  |                  |                  |                  |
|  |                           |                           | Tetsuya Naito             | 10:57     |           |                       |                       |                       |  |  |                  |                  |                  |
|  |                           | Josh Daniels              | Tetsuya Naito             | 10:57     | 12:28     |                       |                       |                       |  |  |                  |                  |                  |
|  |                           | Josh Daniels              |                           |           | 12:28     |                       |                       |                       |  |  |                  |                  |                  |
|  |                           | Tetsuya Naito             | Pin                       |           |           |                       |                       |                       |  |  |                  |                  |                  |
|  |                           |                           |                           |           |           |                       |                       |                       |  |  |                  | MVP              | Sub              |
|  |                           |                           |                           | Toru Yano | 09:27     |                       |                       |                       |  |  |                  |                  |                  |
|  |                           | Dan Maff                  | 10:38                     |           |           |                       |                       |                       |  |  |                  |                  |                  |
|  |                           | Toru Yano                 | Pin                       |           |           |                       |                       |                       |  |  |                  |                  |                  |
|  |                           | Toru Yano                 | Pin                       |           | Toru Yano | Pin                   |                       |                       |  |  |                  |                  |                  |
|  |                           |                           |                           |           | Toru Yano | Pin                   |                       |                       |  |  |                  |                  |                  |
|  |                           |                           | Yujiro Takahashi          | 07:47     |           |                       |                       |                       |  |  |                  |                  |                  |
|  |                           | Hideo Saito               | Yujiro Takahashi          | 07:47     | 08:28     |                       |                       |                       |  |  |                  |                  |                  |
|  |                           | Hideo Saito               |                           |           | 08:28     |                       |                       |                       |  |  |                  |                  |                  |
|  |                           | Yujiro Takahashi          | Pin                       |           |           |                       |                       |                       |  |  |                  |                  |                  |

### Nakamura e elevação

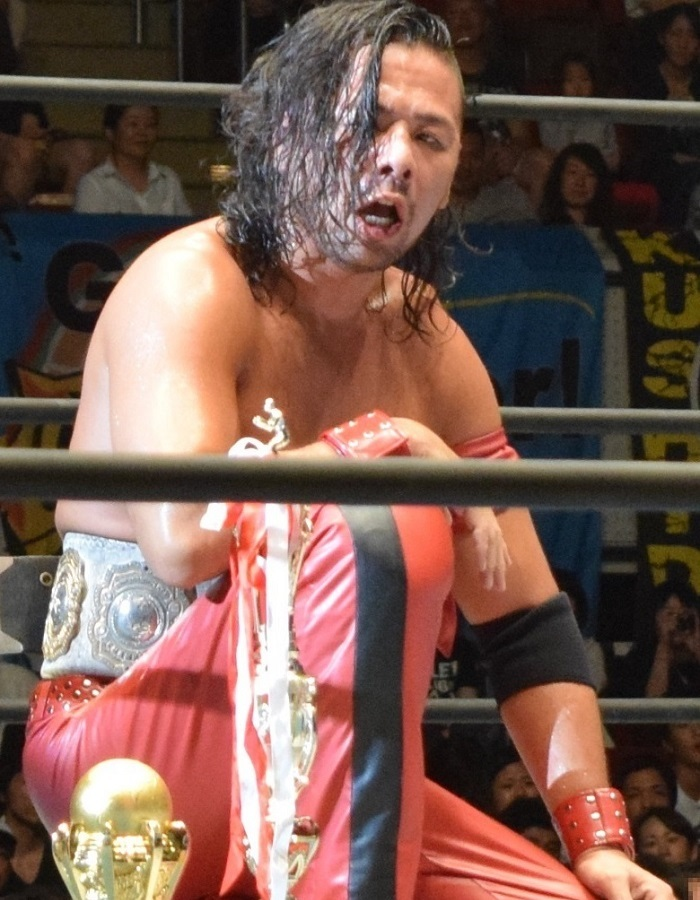
Shinsuke Nakamura é creditado por estabelecer o prestígio do título.

Através do reinado inaugural MVP e os reinados subsequentes de Masato Tanaka e do H irooki Goto, o IWGP Intercontinental Championship foi em grande parte um título do midcard, permanecendo firmemente abaixo do IWGP Heavyweight Championship e do IWGP Tag Team Championship em importância. No entanto, depois que Shinsuke Nakamura conquistou o título de Goto em 22 de julho de 2012, o título começou a ganhar importância. seu primeiro reinado viria a durar 313 dias. Nakamura também voltou a tornar o título internacional, defendendo o título nos Estados Unidos e no México. Em 31 de maio de 2013, enquanto estava em turnê com a promoção mexicana Consejo Mundial de Lucha Libre (CMLL), com quem a NJPW tinha uma relação de trabalho, Nakamura perdeu o título para La Sombra. Isso marcou a primeira vez que o título mudou de mãos fora da NJPW. Nakamura recuperou o título na NJPW dois meses depois, em 20 de julho, e no processo tornou-se o primeiro a vencer o título duas vezes.
Nakamura continuou elevando o IWGP Intercontinental Championship, culminando com a luta do IWGP Intercontinental Championship recebendo o maior faturamento sobre a luta do IWGP Heavyweight Championship no maior evento anual da NJPW, Wrestle Kingdom 8 em 4 de janeiro de 2014, quando a maior estrela da NJPW, Hiroshi Tanahashi, tornou-se campeão. Posteriormente, a Tokyo Sports escreveu sobre o Intercontinental e o Heavyweight Championship a dizer que eles agora tinham a mesma importância, enquanto que Dave Meltzer escreveu que Shinsuke Nakamura e Hiroshi Tanahashi fizeram o Intercontinental Championship parecer como "um verdadeiro campeonato". Nakamura voltou a vencer o título de Tanahashi em outra luta de evento principal em 6 de abril no Invasion Attack 2014. A associação de Nakamura com o título continuou até 2016, quando ele o defendeu com sucesso contra o ex-Campeão Peso Pesado da IWGP AJ Styles no Wrestle Kingdom 10. Em 25 de janeiro de 2016, Nakamura foi destituído do título devido à sua saída da promoção no final do mês.
De 2012 a 2016, Nakamura conquistou o IWGP Intercontinental Championship cinco vezes e o defendeu em quatro eventos consecutivos do Wrestle Kingdom. O título também foi associado a Nakamura, pois foi ele quem apresentou pessoalmente o novo design do cinturão logo em seu primeiro reinado em agosto de 2012. Ele desaprovava abertamente o primeiro design do cinturão - que tinha placas de bronze em uma pulseira preta - por sua semelhança com uma moeda de 10 ienes e a viu como uma zombaria da IWGP. O novo design apresentava placas de ouro em uma pulseira branca.

### Naito e unificação com o IWGP Heavyweight Championship
Após a saída de Nakamura, o título ficou mais associado a Tetsuya Naito, que deteve o título seis vezes. Durante seu primeiro reinado, ele começou a destruir sistematicamente o cinturão do título, forçando a NJPW a repará-lo em junho de 2017. Ao contrário de Nakamura, Naito viu firmemente o Heavyweight Championship como o título principal, e não tinha desejo pelo Intercontinental Championship quando o venceu pela primeira vez. Em 5 de janeiro de 2020 no Wrestle Kingdom 14, Tetsuya Naito venceu o Heavyweight e o Intercontinental Championship. Ambos os títulos mantiveram a sua linhagem individual, mas foram defendidos ao mesmo tempo. Às vezes, eles eram chamados de "Campeonato Duplo". Em 4 de março de 2021, um ano após a vitória de Naito, os títulos foram unificados para formar o novo IWGP World Heavyweight Championship.

## Reinados

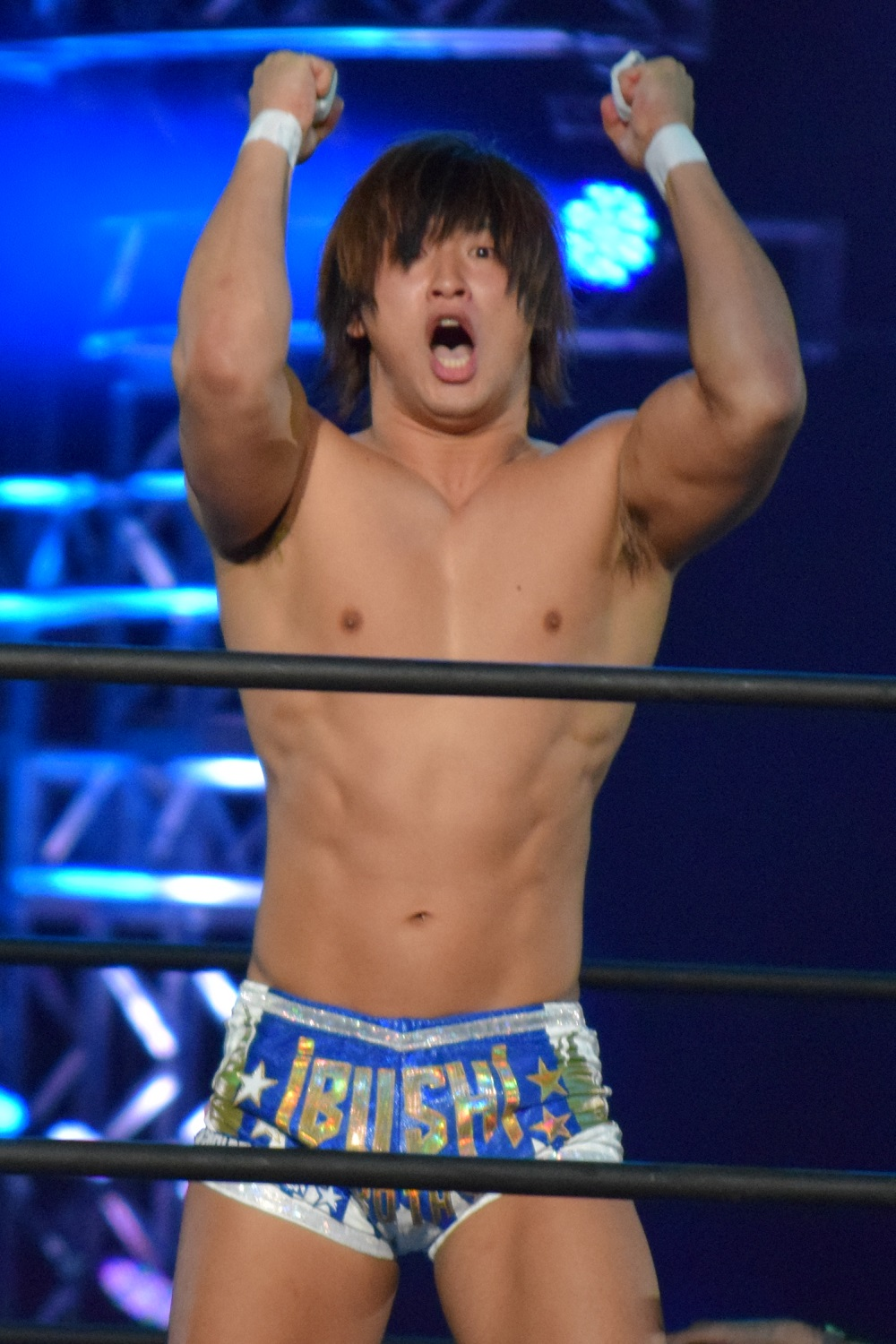
Kota Ibushi em agosto de 2015 durante o torneio G1 CLIMAX 25.

Durante a existência do campeonato, houve vinte e sete reinados compartilhados entre quinze lutadores com o título ficando vago uma vez. MVP foi o primeiro campeão da história do título. Tetsuya Naito é o recordista em reinados com seis. Shinsuke Nakamura detém o recorde de reinado mais longo na história do título com 313 dias durante seu primeiro reinado. O segundo reinado de Tetsuya Naito de 41 dias é o mais curto da história do título. Kota Ibushi foi o campeão final e já havia conquistado o título duas vezes.

## Referencias
1. 1 2 3  «NY遠征最終日、真壁がライノ撃破! 初代インターコンチ王者はMVP！ ライガーまさかの王座陥落!!（結果速報）». New Japan Pro Wrestling (em japonês). 16 de maio de 2011. Consultado em 16 de maio de 2011
2. ↑  「ビバ！メヒコ メキシコ通信局」次代のニューヒーロー・ソンブラ. NPN (em japonês). 25 de novembro de 2009. Consultado em 31 de maio de 2013
3. ↑  «Cópia arquivada» バッドラック・ファレ. New Japan Pro Wrestling (em japonês). Consultado em 21 de junho de 2014. Cópia arquivada em 21 de junho de 2014
4. ↑  «Statistics for Professional wrestlers». PWI Presents: 2008 Wrestling Almanak and book of facts. Kappa Publications. pp. 66–79. 2008 Edition
5. ↑  Fiorvanti, Tim (2 de janeiro de 2017). «What to watch for at New Japan Pro Wrestling's Wrestle Kingdom 11». ESPN. Consultado em 12 de março de 2017. Cópia arquivada em 3 de janeiro de 2017
6. ↑  «ja:【3月4日（木）日本武道館、メインはタイトル戦に変更！】飯伏とデスペラードが二冠王座戦で激突！ 『NJC』1回戦で内藤とオーカーンが注目の初対決！ 因縁勃発の小島とコブが激突！». New Japan Pro-Wrestling (em japonês). 1 de março de 2021. Consultado em 1 de março de 2021
7. 1 2  Powell, Jason (4 de janeiro de 2021). «1/4 NJPW Wrestle Kingdom 15 results: Powell's review of Tetsuya Naito vs. Kota Ibushi for the IWGP Heavyweight and IWGP Intercontinental Championships, Kazuchika Okada vs. Will Ospreay, Hiromu Takahashi vs. El Phantasmo for a shot at the IWGP Jr. Heavyweight Championship». Pro Wrestling Dot Net. Consultado em 4 de janeiro de 2021
8. ↑  «ja:真壁 ＩＣ王座に照準の真意». Tokyo Sports (em japonês). 29 de fevereiro de 2016. Consultado em 29 de fevereiro de 2016. Cópia arquivada em 2 de julho de 2017
9. ↑  Meltzer, Dave (3 de outubro de 2010). «New Japan Pro Wrestling comes to the U.S.». Wrestling Observer Newsletter. Consultado em 13 de maio de 2011. Cópia arquivada em 6 de outubro de 2010
10. ↑  Johnson, Mike (4 de janeiro de 2011). «New Japan announces dates and cities for American tour». Pro Wrestling Insider. Consultado em 24 de junho de 2017
11. ↑  Caldwell, James (5 de janeiro de 2011). «WWE News: New Japan to introduce new title on U.S. tour, officially announces dates & venues for "Invasion" tour». Pro Wrestling Torch. Consultado em 13 de maio de 2011
12. ↑  Martin, Adam (8 de abril de 2011). «Indy News #2: Chikara, NJPW, Wrestling on GFL». Wrestleview. Consultado em 13 de maio de 2011. Cópia arquivada em 13 de abril de 2011
13. ↑  «ニューヨーク遠征のカードが続々決定!! 棚橋はチャーリー・ハースとIWGP戦! ジュニアタッグ防衛戦も決定!!». New Japan Pro Wrestling (em japonês). 6 de maio de 2011. Consultado em 15 de maio de 2011
14. 1 2 3 4  初日から大熱狂も、真壁がライノに敗戦! 新設ベルト争奪戦は？ 5.13ニュージャージー大会詳細アップ!!. New Japan Pro Wrestling (em japonês). 14 de maio de 2011. Consultado em 14 de maio de 2011
15. 1 2  夜の摩天楼で奏でる渾身のエアギター！棚橋がＣ・ハースをハイフライ葬！ 大熱狂のニューヨーク大会2日目詳報！. New Japan Pro Wrestling (em japonês). 15 de maio de 2011. Consultado em 15 de maio de 2011
16. ↑  «Destruction '11». New Japan Pro Wrestling (em japonês). Consultado em 10 de outubro de 2011
17. ↑  «The New Beginning». New Japan Pro Wrestling (em japonês). Consultado em 12 de fevereiro de 2012
18. ↑  «Dominion 6.18». New Japan Pro Wrestling (em japonês). Consultado em 11 de fevereiro de 2014
19. ↑  «Power Struggle». New Japan Pro Wrestling (em japonês). Consultado em 11 de fevereiro de 2014
20. ↑  «New Japan Alive 2011». New Japan Pro Wrestling (em japonês). Consultado em 11 de fevereiro de 2014
21. 1 2 3  «NJPW 40th anniversary Tour Kizuna Road». New Japan Pro Wrestling (em japonês). Consultado em 22 de julho de 2012
22. 1 2  «【アメリカ遠征速報!!】中邑がIC王座初防衛!! 新ベルトも披露!! A・シェリーをKushidaが救出!!». New Japan Pro Wrestling (em japonês). 28 de agosto de 2012. Consultado em 11 de fevereiro de 2014
23. ↑  Gee Schoon Tong, Chris (27 de agosto de 2012). «8/26 SWF results Northern California: Alex Shelley & A.J. Kirsch challenge for IWGP Jr. Tag Titles, New Japan's IC Title defended, more». Pro Wrestling Torch. Consultado em 11 de fevereiro de 2014
24. ↑  Salazar López, Alexis A. (1 de junho de 2013). «Resultados Arena México Viernes 31 de Mayo '13». Consejo Mundial de Lucha Libre (em espanhol). Consultado em 1 de junho de 2013. Arquivado do original em 1 de junho de 2013
25. ↑  Meltzer, Dave (1 de junho de 2013). «Sombra wins IC title at Arena Mexico». Wrestling Observer Newsletter. Consultado em 11 de fevereiro de 2014. Cópia arquivada em 9 de junho de 2013
26. 1 2  «吉野家Presents Kizuna Road 2013». New Japan Pro Wrestling (em japonês). Consultado em 20 de julho de 2013
27. ↑  «【WK8】1.4東京ドーム全カード!! 　メインは中邑vs棚橋に決定!! 後藤vs柴田! 真壁vsファレ! 小島がNWA挑戦! ハーリー・レイス氏も登場!! 　"X"とは？». New Japan Pro Wrestling (em japonês). 9 de dezembro de 2013. Consultado em 11 de fevereiro de 2014
28. ↑  Meltzer, Dave (9 de dezembro de 2013). «Tokyo Dome main event is». Wrestling Observer Newsletter. Consultado em 11 de fevereiro de 2014. Cópia arquivada em 12 de dezembro de 2013
29. ↑  «バディファイトPresents Wrestle Kingdom 8 in 東京ドーム». New Japan Pro Wrestling (em japonês). Consultado em 4 de janeiro de 2014
30. ↑  Caldwell, James (4 de janeiro de 2014). «Caldwell's NJPW Tokyo Dome results 1/4: Complete "virtual-time" coverage of New Japan's biggest show of the year - four title changes, former WWE/TNA stars featured, more». Pro Wrestling Torch. Consultado em 11 de fevereiro de 2014
31. ↑  棚橋 ＩＣ王座防衛したら「ＮＪＣボイコット」. Tokyo Sports (em japonês). 8 de fevereiro de 2014. Consultado em 11 de fevereiro de 2014
32. ↑  Meltzer, Dave (9 de fevereiro de 2014). «New Japan The New Beginning live coverage from Hiroshima». Wrestling Observer Newsletter. Consultado em 11 de fevereiro de 2014. Cópia arquivada em 1 de março de 2014
33. 1 2  «Invasion Attack 2014». New Japan Pro Wrestling (em japonês). Consultado em 6 de abril de 2014
34. ↑  中邑が棚橋破りインターコンチ王座奪回. Nikkan Sports (em japonês). 7 de abril de 2014. Consultado em 1 de maio de 2014
35. ↑  Caldwell, James (6 de abril de 2014). «Caldwell's NJPW PPV results 4/6: Complete "virtual-time" coverage of "Invasion Attack 2014" - Nakamura regains IC Title, A.J. Styles big angle, new NWA tag champions, more». Pro Wrestling Torch. Consultado em 1 de maio de 2014
36. ↑  Caldwell, James (4 de janeiro de 2016). «1/4 NJPW "Wrestle Kingdom" Tokyo Dome Show – Caldwell's Complete Live Report». Pro Wrestling Torch. Consultado em 12 de janeiro de 2016
37. ↑  中邑真輔「新日退団」正式発表　１・３０後楽園ラストマッチで棚橋と激突. Tokyo Sports (em japonês). 12 de janeiro de 2016. Consultado em 12 de janeiro de 2016
38. ↑  Meltzer, Dave (12 de janeiro de 2016). «New Japan strips Shinsuke Nakamura of the Intercontinental Title». Wrestling Observer Newsletter. Consultado em 12 de janeiro de 2016
39. ↑  «ja:中邑が１・４ドームＩＣ戦の挑戦者を公募». Tokyo Sports (em japonês). 24 de outubro de 2015. Consultado em 13 de janeiro de 2016. Cópia arquivada em 29 de outubro de 2015
40. ↑  «ja:「中邑との闘いは、ほかの選手たちとは違った感情」/7・22山形決戦直前！ IWGP IC王座防衛戦に臨む後藤洋央紀に直撃インタビュー！». New Japan Pro-Wrestling (em japonês). 21 de julho de 2016. Consultado em 13 de janeiro de 2017. Cópia arquivada em 16 de agosto de 2016
41. ↑  «ja:「前のベルトに戻す!!」荒武者がインターコンチ愛を告白!! 中邑は「好きにすればいい」と余裕の構え!!（IC王座調印式）». New Japan Pro-Wrestling (em japonês). 5 de outubro de 2012. Consultado em 13 de janeiro de 2016. Cópia arquivada em 8 de novembro de 2012
42. ↑  Kreikenbohm, Philip (29 de agosto de 2020). «NJPW Summer Struggle in Jingu». Cagematch - The Internet Wrestling Database. Consultado em 20 de dezembro de 2020
43. ↑  NJPW. «2020.08.29 D4DJ Groovy Mix Presents SUMMER STRUGGLE in JINGU | NEW JAPAN PRO-WRESTLING». NJPW (em inglês). Consultado em 23 de agosto de 2020
44. ↑  Currier, Joseph (24 de junho de 2017). «Daily Update: Mae Young Classic additions, Ranallo, Tanahashi». Wrestling Observer Newsletter. Consultado em 24 de junho de 2017
45. ↑  Rose, Bryan (10 de junho de 2017). «NJPW Dominion live results: Kazuchika Okada vs. Kenny Omega». Wrestling Observer Newsletter. Consultado em 24 de junho de 2017
46. ↑  «ja:【WK16】IC王者・内藤、なんと"ファン投票"を真っ向否定！ 挑戦者・棚橋は回答を"保留"したが…!!【1.4東京ドーム会見】». New Japan Pro-Wrestling (em japonês). 7 de novembro de 2016. Consultado em 30 de março de 2021
47. ↑  «DESTRUCTION in KOBE». New Japan Pro-Wrestling (em japonês). 25 de setembro de 2016. Consultado em 30 de março de 2021
48. ↑  «2021.01.05 Varsan presents WRESTLE KINGDOM 15 in Tokyo Dome | NEW JAPAN PRO-WRESTLING»
49. ↑  «5 Problems with the Double Champion Idea in NJPW (& 5 Ways It's Working)». 18 de dezembro de 2020
50. ↑  «NJPW: Kota Ibushi unifica los dos títulos IWPG en un único campeonato mundial». Março de 2021
51. ↑  «Destruction in Kobe». New Japan Pro Wrestling (em japonês). Consultado em 27 de setembro de 2015
52. ↑  «Destruction in Kobe». New Japan Pro Wrestling (em japonês). Consultado em 21 de setembro de 2014